# 함수호
함수호(2006년 3월 10일 ~ )는 KBO 리그 삼성 라이온즈의 외야수이다.

## 삼성 라이온즈시절
2025년에 입단하였다. 2025년 4월 16일 LG 트윈스와의 경기에 출전하며 데뷔 첫 경기를 치렀고, 경기에서 1타수 무안타를 기록하였다.

## 출신 학교
- 인동초등학교
- 협성경복중학교
- 대구상원고등학교